# The Supremes
A The Supremes egy amerikai lányegyüttes volt az 1960-as és 1970-es években. A triónak összesen tizenkét listavezető slágere volt az 1964 és 1969 között. Csak a The Beatlesnek volt több slágere Amerikában az 1960-as években. A Supremes a Motown legsikeresebb és legbefolyásosabb előadói közé tartozott, amely világhírűvé tette például Diana Ross énekesnőt is. Az együttes káprázatos sikertörténete szolgált az alapjául a „Dreamgirls” című musicalnek, amely később nagy sikerű film is lett. 1988-ban a Supremes-t beiktatták a Rock and Roll Hall of Fame-be.

## Pályafutás
Az együttes 1959-ben alakult Detroitban. Eleinte kvartettként, The Primettes néven léptek fel. 1960-ban szerződést írtak alá a Motown kiadóval, és nevüket The Supremesre változtatták. 1962. elején Martin kilépett a csoportból, és a lányok hármasban kezdtek fellépni. Az együttes az 1960-as évek közepére sikert ért el Diana Ross rendkívüli tehetségének köszönhetően. Annak érdekében, hogy Rosst megtartsák, (aki már szólókarrierről álmodott), a Motown igazgatója 1967-ben átnevezte a őket Diana Ross & the Supremes-re, és Ballardot egy új taggal, Cindy Birdsonggal helyettesítette. 
1970-ben Diana Ross végül kilépett és sikeres szólókarrierbe kezdett. Az együttes 1977-ben megszűnt. A 2006-os Dreamgirls című film a The Supremes alkotói útját mutatta be.

## Tagok
- Mary Wilson (1959–1977, 1983; † 2021)
- Diana Ross (1959–1970, 1983, 2000)
- Florence Ballard (1959–1967; † 1976)
- Betty McGlown (1959–1960; † 2008)
- Barbara Martin (1960–1962; † 2020)
- Jean Terrell (1970–1973)
- Lynda Laurence (1972–1973, 2000)
- Scherrie Payne (1973–1977, 2000)
- Susaye Greene (1976–1977)

## Albumok
- Meet The Supremes (1962)
- Where Did Our Love Go (1964)
- A Bit of Liverpool (1964)
- The Supremes Sing Country, Western and Pop (1965)
- We Remember Sam Cooke (1965)
- More Hits by The Supremes (1965)
- Merry Christmas (1965)
- I Hear a Symphony (1966)
- The Supremes A' Go-Go (1966)
- The Supremes Sing Holland–Dozier–Holland (1967)
- The Supremes Sing Rodgers & Hart (1967)
- Reflections (1968)
- Diana Ross & the Supremes Sing and Perform „Funny Girl” (1968)
- Diana Ross & the Supremes Join the Temptations (1968)
- Love Child (1968)
- Let the Sunshine In (1969)
- Together (1969)
- Cream of the Crop (1969)
- Right On (1970)
- The Magnificent 7 (1970)
- New Ways but Love Stays (1970)
- The Return of the Magnificent Seven (1971)
- Touch (1971)
- Dynamite (1971)
- Floy Joy (1972)
- The Supremes Produced and Arranged by Jimmy Webb (1972)
- The Supremes (1975)
- High Energy (1976)
- Mary, Scherrie & Susaye (1976)

## Díjak
- 1988: Rock and Roll Hall of Fame
- 1999: Grammy Hall of Fame
- 2023: Grammy Életmű-díj